# Pécsi Horvát Színház
A Pécsi Horvát Színház (horvátul: Hrvatsko Kazalište Pečuh) Magyarország egyik nemzetiségi színháza Pécsen, mely 1992-ben nyitotta meg kapuit a nagyközönség előtt. A színházban horvát és magyar nyelvű előadásokat is tartanak, melyek elsősorban kamara-jellegű rendezvények, hiszen a pécsi Dzsámitól néhány percre lévő felújított épület alapterülete majd 1200 négyzetméter, a beltéri nézőtér 105, a kültéri száz férőhelyes. Méreteiben a színház épületére hasonlít, terasza nyári színházi eladásokhoz kínálja magát.

## Története
A Pécsi Horvát Színház története talán akkor kezdődött el, amikor 1989-ben a tettyei romok közt épített színpadon felállítottak egy hatalmas, frissen kivágott fát: „életfát”, amelynek ágai között, a magasban foglalt helyet a zenekar, s játszotta a kólót Miroslav Krleža: Szentistvánnapi búcsú című drámájának előadásán. A művet horvátul és magyarul; horvát illetve magyar anyanyelvű színészek, táncosok és zenészek adták elő. Ők játszották, énekelték és táncolták el a fájdalmat, a víziót, ahogy Krleža látta a nemzetiségek életét a háború előtti pillanatban. A darabot bemutatták a jóval tágasabb Káptalan utcai szabadtéri színpadon is, majd 1991-ben, közvetlenül a délszláv háború kirobbanása előtt a 140 fős társulat Splitben, a Horvát Dráma Fesztiválján vendégszerepelt vele.
A következő színpadi mű, amely két nyelven szólalt meg, Brešan: Paraszt Hamlet című munkája volt. A siker nyilvánvalóvá tette az igényt a horvát nyelvű színjátszásra. Az akkor működő Pécsi Nyári Színház és Pécsi Kisszínház tagozata lett a Pécsi Horvát Színház, és 1992-ben mutatkozott be Budapesten a Várszínházban ünnepélyes keretek között.
Ezt követően került színre horvátul Antun Karagić: Az elvált, Mate Matišić: Karácsonyi mese, és Tahir Mujičić–Boris Senker: A kadét c. darabja. A Kadét különlegessége, hogy szövege többnyelvű, ezzel is jellemezve Pécset, a soknemzetiségű várost, ahol a mű főszereplője a hadapródiskolás Krleža élt.
Nem kevés szerepe volt ebben Zvonko Ivković intendánsnak, aki akkoriban az eszéki színházat irányította, s azoknak az eszéki színészeknek, akik először vállaltak ilyen rendkívül nehéz feladatot. A Horvát Színház az első időkben szinte költségvetés nélkül létezett: Pécs város nem tudta magára vállalni egy országos feladatokat ellátó intézmény fenntartását.
Ha nagyon szerény összegekből is, de egymás után sorjáznak az előadások. A zágrábi és pécsi művészek között létrejött egy különleges és gyümölcsöző kapcsolat. Azért különleges, mert szinte spontánul működik, és azért gyümölcsöző, mert a „Csopor(t)-Horda” néven elhíresült társaság gyakori – pécsi vagy zágrábi – találkozóiból számos képzőművészeti kiállítás, színházi előadás, színészek vendégjátéka, egy templom-terv, és számos kiadott könyv született. Több művet is lefordítottak horvátra illetve magyarra. Ilyen módon készült el Göncz Árpád: Magyar Médeia c. drámájának horvát nyelvű fordítása és a horvátoktól érkezett az igény a bemutatásra.
A színház felújítása 2014-ben kezdődött, a korábbi tüzes-barnára festett épület helyére az alapkövét 2014. április 2-án tették le. A rekonstrukció eredetileg 560 millió forint állami támogatással valósult volna meg, ám a kivitelezéssel megbízott cég nem készült el határidőre és a szomszédos ingatlanokban is károk keletkeztek. 2016 szeptemberében újabb 100 millió forintos támogatást adott az állam és az év novemberében a pécsi önkormányzat 320 millióért kötött szerződést egy új kivitelezővel. A színház végül 2018 márciusában készült el, a felújítás így majd egymilliárd forintba került.

## Mozgó színház
A Pécsi Horvát Színház az anyanyelv ápolásán túl kulturális centrummá szeretne válni. Gyakran elébe megy azoknak, akik a távolság miatt nem jöhetnek el az Anna utcai színházba. Ezért vállalja a tájolást Bajától Szombathelyig mindenhová, ahol értik a horvát nyelvet. A színház lehetőséget nyújt olyan rendezvények számára (például a Ring c. sorozat), amelyekben találkozni lehet Magyarország és Horvátország jeles személyiségeivel.

## Külső hivatkozások
- Hivatalos weboldal